# Cerf de Thorold
Cervus albirostris, Przewalskium albirostris, Przewalskium albirostre
Espèce
Synonymes
- Cervus albirostris Przewalski, 1883[1]
- Cervus (Przewalskium) albirostris Przewalski, 1883[1]
- Przewalskium albirostre (Przewalski, 1883)[1]
- Rucervus albirostris (Przewalski, 1883)[1]

Statut de conservation UICN

 VU A2c : Vulnérable
Le Cerf de Thorold ou Cerf au museau blanc (Cervus albirostris, Przewalskium albirostris ou Przewalskium albirostre), Wylie : shawa chukar, est une espèce de mammifères herbivores de la famille des Cervidae.

## Systématique
L'espèce Przewalskium albirostris a été initialement décrite en 1883 par l'officier, explorateur et naturaliste russe Nikolaï Mikhaïlovitch Prjevalski (1839-1888) sous le protonyme de Cervus albirostris.
Cette espèce est classée selon les auteurs :
- dans le genre monotypique Przewalskium ;
- dans le genre Cervus.

En effet, cette espèce est basale par rapport aux autres espèces du genre Cervus, ce qui fait du genre Przewalskium le groupe frère des Cervus. Toutefois, son articulation date d'environ 2,5 Ma ce qui peut être jugé insuffisant pour justifier une différentiation de genre (typiquement 5 Ma ou plus de divergence).

## Répartition et habitat
Le cerf de Thorold est endémique à l'Est du plateau tibétain, entre 3 500 et 5 100 m d'altitude. On le trouve dans les forêts de conifères, les broussailles de saules et les plaines.

## Description
Son pelage est long et très épais, protection efficace contre les grands froids de son milieu.
Les femelles se différencient des mâles par une masse plus faible, inférieure à 180 kg contre 180 à 230 kg pour les mâles qui sont les seuls à porter des bois.
Le mâle est solitaire. Les biches vivent en groupes, allant jusqu’à 40 individus, avec leurs petits. 

## Reproduction
Les mâles rejoignent les troupeaux de biches et de leurs petits lors de la période de rut en octobre, novembre et décembre. Ils s'affrontent avec leurs bois pour gagner le droit de se reproduire.

## Alimentation
Le cerf de Thorold mange principalement des herbes, des feuilles et des écorces. 

## Menaces
Ses seuls prédateurs sont le loup et la panthère des neiges. 
La destruction, la fragmentation de l’habitat et la compétition avec le bétail restent des problèmes majeurs pour l’espèce.